# Jean Tinguely
Jean Tinguely (født 22. maj 1925 i Fribourg, Schweiz, død 30. august 1991 i Bern) var en schweizisk maler og billedhugger. Han er bedst kendt for sine skulpturelle maskinlignende værker, som enten er mobiler eller sammenkoblinger, som gør næsten ingenting eller ødelægger sig selv. Kunsten opleves som en satire over den massive overproduktion af materielle goder i vores industrielle samfund.
Han voksede op i Basel, men flyttede til Frankrig (Paris) i 1952 sammen med sin første kone, kunstneren Eva Aeppli, for at etablere sig som kunstner. Han var en af de kunstnere, der undertegnede manifestet (Nouveau réalisme) i 1960.
I USA er hans kendteste værk en selvdestruerende skulptur, Homage to New York (1960), som blev udstillet på Museum of Modern Art (MOMA), og som delvis gik i opløsning. Et senere værk, med titlen Study for an End of the World No. 2 (1962), som blev placeret i ørkenen udenfor Las Vegas i Nevada, eksploderede derimod i henhold til plan.
Tinguely blev først gift med Eva Aeppli i 1951. I 1971 giftede han sig med Niki de Saint Phalle.

## Offentlige arbejder
- Chaos I (1974), skulptur, The Commons, Columbus (Indiana), USA.
- Le Cyclop udenfor Milly-la-Forêt.
- Stravinsky Fountain (fr: La Fontaine Stravinsky) i nærheden af Centre Georges Pompidou, Paris (1983), i samarbejde med Niki de Saint Phalle.
- Carnival Fountain (Fasnachtsbrunnen) (1977) i Basel.
- Tinguely Fountain (1977) i Basel.
- Lifesaver Fountain, Königstrasse i Duisburg, Tyskland, samarbejde med Niki de Saint Phalle.
- Jo Siffert Fountain (kaldes sædvanligvis Tinguely Fountain), Fribourg, Schweiz.
- La Cascade, skulptur i the Carillon Building lobby, Charlotte (North Carolina), USA.
- Métamatic generative skulpturer (1950'erne).
- Luminator (1991), indtil 2014 udlånt til EuroAirport Basel-Mulhouse.

## «Noise music recordings»
- 1963 ‘Sounds of Sculpture’, 7”, Minami Gallery, Tokyo, Japan [Tinguely’s sculptures recorded by avant-garde composer Toshi Ichiyanagi during Japanese exhibition]
- 1972 ‘Méta’, book+7, Propyläen Verlag, Stockholm
- 1983 ‘‘Sculptures at The Tate Gallery, 1982, Audio Arts cassette
- 1983 ‘Meta-Harmonie H’ inkl. in ‘Meridians 2 compmqenan ate a pie
- 2001 ‘Relief Meta-Mechanique Sonore I’ inkl. in ‘A Diagnosis’ compilation, Revolver-Archiv Für Aktuelle Kunst, Frankfurt am Main, Germany

## Eksterne links
- Wikimedia Commons har flere filer relateret til Jean Tinguely

- Tinguely-Museum in Basel
- Biography by the Tinguely Museum in Basel Arkiveret 23. januar 2008 hos  Wayback Machine
- Art Cyclopaedia: Jean Tinguely
- http://www.art-public.com/cyclop/cyclop_g.htm Arkiveret 10. februar 2006 hos  Wayback Machine
- videoer: Tinguely's kinetic fountains in Basel and Paris
- Métamatic Research Initiative
- Lecture by Kaira Cabañas (PhD, Princeton University) Homage to New York: Jean Tinguely's Destructive Art delivered November 20, 2008 in New York City at Museum of Modern Art